# Älgtjärnen (Järvsö socken, Hälsingland)
Älgtjärnen är en sjö i Hudiksvalls kommun och Ljusdals kommun i Hälsingland och ingår i Ljusnans huvudavrinningsområde. Sjön är 1,3 meter djup, har en yta på 0,146 kvadratkilometer och befinner sig 273 meter över havet.

## Delavrinningsområde
Älgtjärnen ingår i det delavrinningsområde (684057-153724) som SMHI kallar för Mynnar i Isteån. Medelhöjden är 322 meter över havet och ytan är 12,68 kvadratkilometer. Det finns inga avrinningsområden uppströms utan avrinningsområdet är högsta punkten. Vattendraget som avvattnar avrinningsområdet har biflödesordning 3, vilket innebär att vattnet flödar genom totalt 3 vattendrag innan det når havet efter 104 kilometer. Avrinningsområdet består mestadels av skog (89 procent). Avrinningsområdet har 0,15 kvadratkilometer vattenytor vilket ger det en sjöprocent på 1,1 procent.